# Reine della Scala
Pour les autres membres des familles, voir Della Scala et Visconti.
Beatrice Reine della Scala, en italien Beatrice Regina della Scala, est une noble italienne de la famille Della Scala née vers 1331 à Vérone et morte le 18 juin 1384 à Sant'Angelo Lodigiano près de Lodi.

## Biographie
Elle était le premier enfant de Mastino II della Scala (1308-1351), seigneur de Vérone, de Vicence, de Padoue, de Parme, de Brescia et de Lucques, et de Taddea de Carrare (NC-1375), elle-même fille de Jacopo Ier, seigneur de Padoue, et d'Elisabetta Gradenigo. Ses trois frères cadets, Cangrande II (1332-1359), Cansignorio (1340-1375) et Paolo Alboino (1343-1375), furent tous trois co-seigneurs de Vérone et Vicence en 1351. Sa sœur cadette Verde (NC-1394) épousa le seigneur de Ferrare, Nicolas II d'Este.
Le 27 septembre 1350, elle épouse, comme prévu depuis 1345, Barnabé Visconti, alors collaborateur et successeur désigné, avec ses frères Mathieu et Galéas, du vicaire impérial seigneur de Milan, Jean Visconti (1290-1354). Sous la mainmise de Barnabé, au caractère pour le moins autoritaire et indépendant, elle va vivre dans Milan au palais San Giovanni in Conca et son existence sera surtout rythmée par les grossesses successives, mettant au monde quinze enfants en vingt-cinq ans.
Le 5 octobre 1354, Jean décède et les trois neveux Mathieu II, Galéas II et Barnabé deviennent co-seigneurs de Milan. De tricéphale, le gouvernement de Milan deviendra bicéphale en septembre 1355 avec la mort de Mathieu II puis quasiment monocéphale en août 1378 avec la mort de Galéas II.
Reine n'aura guère d'influence sur la vie sociale et politique du Milanais si ce n'est qu'en décembre 1369, Barnabé lui confie le gouvernement de la région de la Lunigiana et celle de Pise qu'il vient de conquérir. En juin 1370, elle sera aux côtés de Barnabé lors du siège de Reggio d'Émilie, cité tenue par Feltrino Gonzague. Le siège se termine par la prise de la ville, une transaction financière règle le différend, et Barnabé confie l'administration de la cité à Reine. Reine, dans la mesure où le successeur de ses frères, Bartolomeo II, est un fils illégitime de Cansignorio, revendique ses droits de succession sur les fiefs de sa famille et fait assiéger, en avril 1378, la ville de Vérone par les troupes de John Hawkwood et Lucio Lando, condottieres au service de Barnabé puis, à la suite de la défaillance de ces derniers, accompagne son fils Marco à l'assaut de la ville en novembre 1378. En février 1379, elle renonce à ses droits en échange de 440 000 florins et une pension annuelle de 2 000 florins. Elle en fera cependant reconstruire le château.

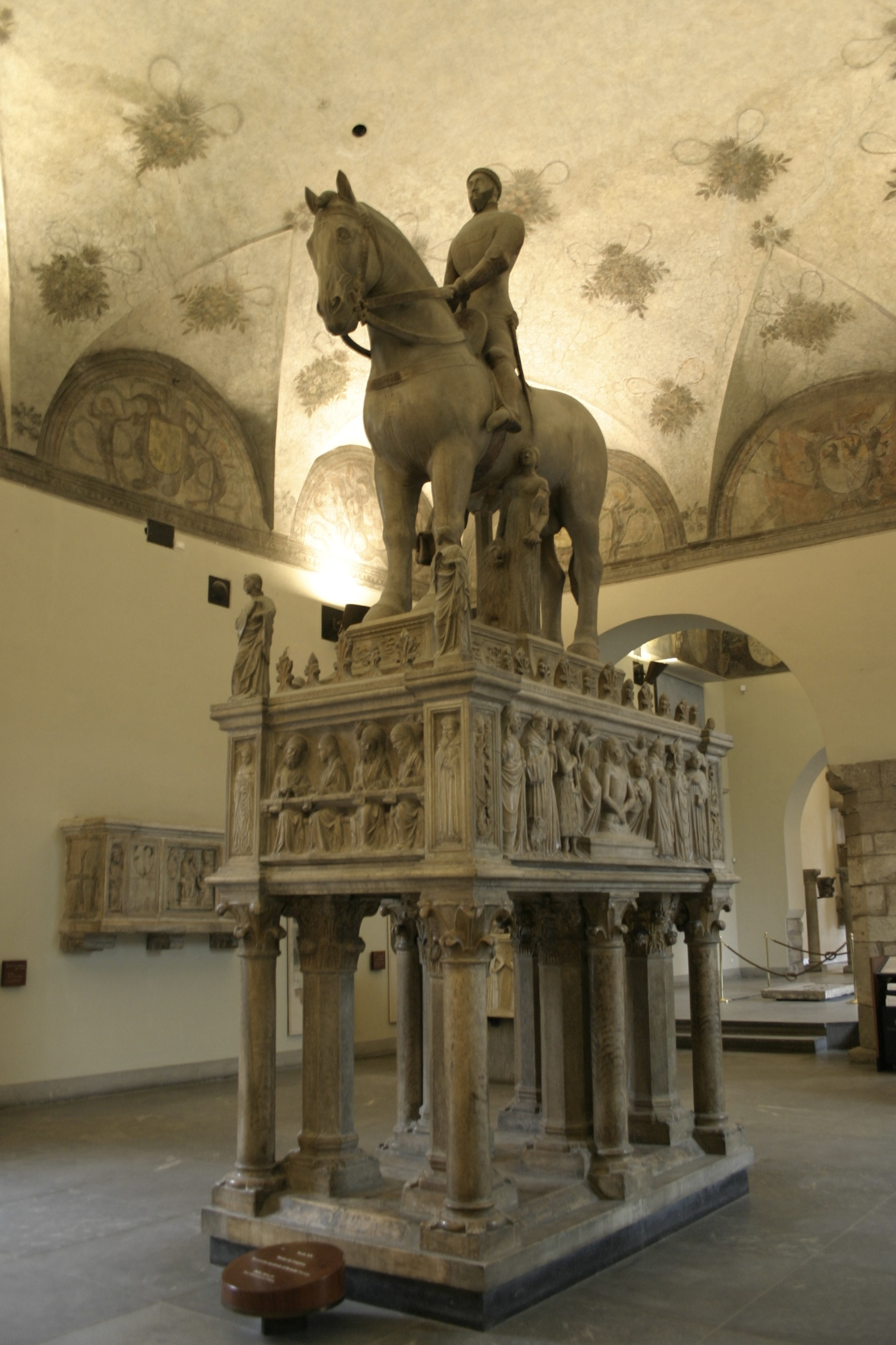
Monument funéraire de Barnabé et de Reine Visconti
(sculpture de Bonino da Campione, Castello Sforzesco).

En 1381, Reine fait commencer les travaux de construction de la Chiesa di Santa Maria alla Scala (Église de Sainte Marie à la Scala) à Milan. Elle ne verra pas la fin réelle de ces travaux car elle décède à Sant'Angelo Lodigiano, près de Lodi, le 18 juin 1384. Elle sera inhumée dans la crypte de San Giovanni in Conca à Milan. Aujourd'hui sa dépouille repose auprès de celle de Barnabé au la Église de Sant'Alessandro in Zebedia à Milan, son sarcophage est conservé dans le Castello Sforzesco.

## Descendance
Reine donna quinze enfants à Barnabé :
1. Taddea (ca 1351-1381) qui épousa, en 1364, Étienne III, duc de Bavière-Ingolstadt
2. Viridis (ca 1352-ca 1414) qui épousa, en 1365, Léopold III, duc de Styrie
3. Marco (1353-1382) qui fut seigneur de Parme et épousa, en 1367, Isabelle, fille de Frédéric II de Bavière-Landshut
4. Ludovico (NC-1404) qui fut gouverneur de Lodi et épousa, en 1381, sa cousine Violante, fille de Galéas II
5. Rodolfo (1358-1388) qui fut seigneur de Parme
6. Carlo (1359-1403) qui fut seigneur de Parme et épousa, en 1382, Béatrix, fille de Jean II le Bossu, comte d'Armagnac et de Jeanne de Périgord
7. Antonia (1360-1405) qui épousa, en 1380, Eberhard III de Wurtemberg
8. Catherine (1360-1404) qui épousa, en 1380, son cousin Jean Galéas  successeur de Barnabé et fut régente de son fils Jean Marie de 1402 à 1404 et mourut empoisonnée
9. Valentine dite Valenza (ca 1361-1393) qui épousa, en 1378, Pierre II de Lusignan, roi de Chypre
10. Agnès (ca 1362-1391) qui épousa, en 1380, François Ier Gonzague, seigneur de Mantoue qui la fit décapiter en 1391
11. Maddalena (1366-1404) qui épousa, en 1381, Frédéric II de Bavière-Landshut
12. Gianmastino (1370-1405) qui fut seigneur de Bergame et épousa, en 1385, Cleofe, fille d'Antoine Ier della Scala, seigneur de Vérone
13. Lucia (1372-1424) qui épousa, en 1407, Edmond Holland, 4e comte de Kent
14. Élisabeth (ca 1374-1432) qui épousa, en 1395, Ernest Ier, duc de Bavière-Munich
15. Anglesia (NC-1439) qui épousa, en 1400, Janus de Lusignan, roi de Chypre, qui la répudia, vers 1407, faute de descendance.

## Dans la culture
- Le célèbre théâtre de la Scala de Milan doit son nom à Reine : Il se situe sur la place homonyme Piazza della Scala qui fait référence à l'église détruite en 1778 pour faire place au théâtre et qui s'appelait Chiesa di Santa Maria alla Scala (Église de Sainte Marie à la Scala) en hommage à Reine.
- Un film en noir et blanc intitulé Regina della Scala a été réalisé, en 1937, par Camillo Mastrocinque et Guido Salvini. La trame en est une intrigue entre deux divas autour du compositeur d'un opéra portant ce nom. Le film, en réalité, n'a rien à voir avec la princesse de même que l'opéra lui-même qui est dit s'inspirer de la légende de la fondation du théâtre[4]. Il semble qu'il vaille mieux s'en tenir à une traduction littérale du titre, du genre Impératrice de la Scala (le théâtre).